# Cristina Teuscher
Cristina Teuscher (Bronx, Estados Unidos, 12 de marzo de 1978) es una nadadora estadounidense retirada especializada en pruebas de cuatro estilos, donde consiguió ser medallista de bronce olímpica en 2000 en los 200 metros.

## Carrera deportiva
En el Campeonato Mundial de Natación de 1998 celebrado en Perth (Australia), ganó la medalla de plata en los relevos de 4x200 metros estilo libre, con un tiempo de 8:01.82 segundos, tras Alemania (oro) y por delante de Australia (bronce); dos años después, en los Juegos Olímpicos de Sídney 2000 ganó la medalla de bronce en los 200 metros estilos, con un tiempo de 2:13.32 segundos, tras la ucraniana Yana Klochkova y la rumana Beatrice Căslaru.